# Styrax rotundatus
Styrax rotundatus là một loài thực vật có hoa trong họ Bồ đề. Loài này được (Perkins) P.W.Fritsch mô tả khoa học đầu tiên năm 2004.